# Niskogradnja Niš
Niskogradnja Niš (code BELEX : NSKN) est une entreprise serbe qui a son siège social à Niš. Elle travaille dans le secteur de la construction.

## Histoire
Niskogradnja Niš a été admise au libre marché de la Bourse de Belgrade le 23 novembre 2006 ; elle en a été exclue le 10 juillet 2012.

## Activités
Niskogradnja Niš est engagée dans la construction, la reconstruction et l'entretien de la voirie (route, rue, etc.). L'entreprise possède notamment deux sites de production, l'un pour l'asphalte, l'autre pour le béton.

## Données boursières
Le 10 juillet 2012, date de sa dernière cotation, l'action de Niskogradnja Niš valait 1 000 RSD (8,97 EUR),. Elle a connu son cours le plus élevé, soit 8 449 RSD (75,82 EUR), le 23 août 2007 et son cours le plus bas, soit 772 RSD (6,92 EUR), le 9 mai 2007.